# Maurine Neuberger
Maurine Neuberger-Solomon, mieux connue sous le nom de Maurine Neuberger (née Brown ; 9 janvier 1907-22 février 2000) est une femme politique américaine qui est sénatrice des États-Unis pour l'État de l'Oregon de novembre 1960 à janvier 1967. Elle est la sixième femme élue au Sénat des États-Unis et la dixième femme à siéger au sein de cet organisme. Elle et son mari, Richard L. Neuberger, sont considérés comme la première équipe législative mari et femme du Sénat américain.

## Jeunesse
Neuberger est née à Cloverdale, dans le comté de Tillamook, dans l'Oregon. Elle fréquente les écoles publiques, l'Oregon College of Education à Monmouth, Oregon de 1922 à 1924, et obtient son diplôme de l'Université de l'Oregon en 1929 avec un baccalauréat ès arts. Elle est une ancienne élève de la sororité Delta Zeta. Elle est sélectionnée pour faire partie de la Mortar Board National College Senior Honor Society au cours de sa troisième année. Elle entreprend ensuite des études supérieures à l'Université de Californie à Los Angeles de 1936 à 1937. Brown est enseignante dans les écoles publiques de l'Oregon entre 1932 et 1944 ; en 1937, alors qu'elle enseigne dans un lycée de Portland, elle rencontre Richard L. Neuberger (en). Le couple se marie en 1945, après que Neuberger ait terminé son service pendant laSeconde Guerre mondiale.

## Carrière politique
Maurine Neuberger entre en politique en 1950 lorsqu'elle est élue membre de la Chambre des représentants de l'État et sert de 1950 à 1955. En 1952, lorsqu'elle est réélue à la Chambre des représentants et que son mari est réélu au Sénat, elle remporte plus de voix que son mari. Durant cette période, elle est également membre du conseil d’administration de l’Association américaine pour les Nations Unies. Richard est élu au Sénat des États-Unis en 1954.
En 1960, Richard meurt d'un cancer. Maurine remporte ensuite une élection spéciale le 8 novembre 1960, en tant que candidate démocrate pour combler le siège laissé vacant par le décès de son mari. Hall S. Lusk a été nommé par le gouverneur au Sénat à la mort de Richard. Après l'élection, Maurine termine le mandat restant de Richard du 9 novembre 1960 au 3 janvier 1961. En même temps que l'élection spéciale, elle remporte l'élection générale pour le mandat commençant le 3 janvier 1961 et se terminant le 3 janvier 1967 ; elle n'est pas candidate à la réélection en 1966. Un article de 1965 note que le gouverneur Mark Hatfield a adressé une correspondance au sénateur sous son nom d'épouse, Maurine Neuberger-Solomon, avec l'intention de faire de son remariage de 1964 un enjeu dans une éventuelle campagne de 1966.
Ses activités au sein du gouvernement se concentrent sur les questions de consommation, d’environnement et de santé, notamment le parrainage de l’un des premiers projets de loi exigeant des étiquettes d’avertissement sur les emballages de cigarettes. Le Time la décrit en 1964 comme une « militante de longue date pour les lois sur l'étiquetage ».
En 1961, le président John F. Kennedy la nomme membre de la Commission présidentielle sur le statut de la femme. Entre 1965 et 1968, elle et Muriel Fox (en) coprésident le groupe de travail sur les objectifs des femmes du vice-président de l'époque, Hubert Humphrey.

## Fin de carrière
Maurine épouse Philip Solomon, professeur clinicien de psychiatrie à la Harvard Medical School et médecin en chef du service de psychiatrie du Boston City Hospital, le 11 juillet 1964, à Washington, DC. Ils divorcent en 1967.
Après son passage au Sénat, elle est chargée de cours sur les affaires de consommation et le statut des femmes, et professeur de gouvernement américain à l'Université de Boston, au Radcliffe Institute of Advanced Studies de l'Université Harvard et au Reed College. Elle réside à Portland, dans l'Oregon, jusqu'à sa mort le 22 février 2000, à l'âge de 93 ans, d'une maladie de la moelle osseuse. Elle est enterrée au cimetière Beth Israel à Portland, Oregon.